# George Cholmondeley, II conte di Cholmondeley
George Cholmondeley, II conte di Cholmondeley (1666 – Londra, 7 maggio 1733), è stato un ufficiale inglese.

## Biografia
Era figlio di Robert Cholmondeley, I visconte di Cholmondeley (?-1681), e di sua moglie, Elizabeth Cradock (?-1692). Studiò alla Westminster School e alla Christ Church di Oxford.
Era un sostenitore delle pretese al trono di Guglielmo d'Orange e di Maria al trono inglese.

## Carriera
Nel 1690 comandò i granatieri a cavallo nella battaglia del Boyne e due anni dopo partecipò alla battaglia di Steenkerque. Dal 1690-1695 rappresentò Newton presso la Camera dei Comuni.
Fu promosso a generale di brigata nel 1697, a maggior generale nel 1702, a tenente generale nel 1704 e a generale nel 1727. Fu ammesso al Consiglio privato nel 1706.
Nel 1715 fu elevato alla parìa d'Irlanda come barone Newborough, nella contea di Wexford. Un anno dopo fu creato barone Newburgh, nella contea di Anglesea, e nel 1725 successe al fratello maggiore.

## Matrimonio
Nel 1701 sposò Elizabeth van Ruttenburg (1672-1722), figlia di Aelbert Heer van Ruttenburg e di Anna Elisabeth de Nassau. Ebbero sei figli, ma solo due raggiunsero l'età adulta:
- George Cholmondeley, III conte di Cholmondeley (1702-1770)
- Lord James Cholmondeley (1708-1775)

## Morte
Morì il 7 maggio 1733 a Whitehall, Londra. Fu sepolto a Malpas, Cheshire.